# Burg Mauterndorf
Die Burg Mauterndorf befindet sich in Mauterndorf im Lungau im Land Salzburg.

## Geschichte

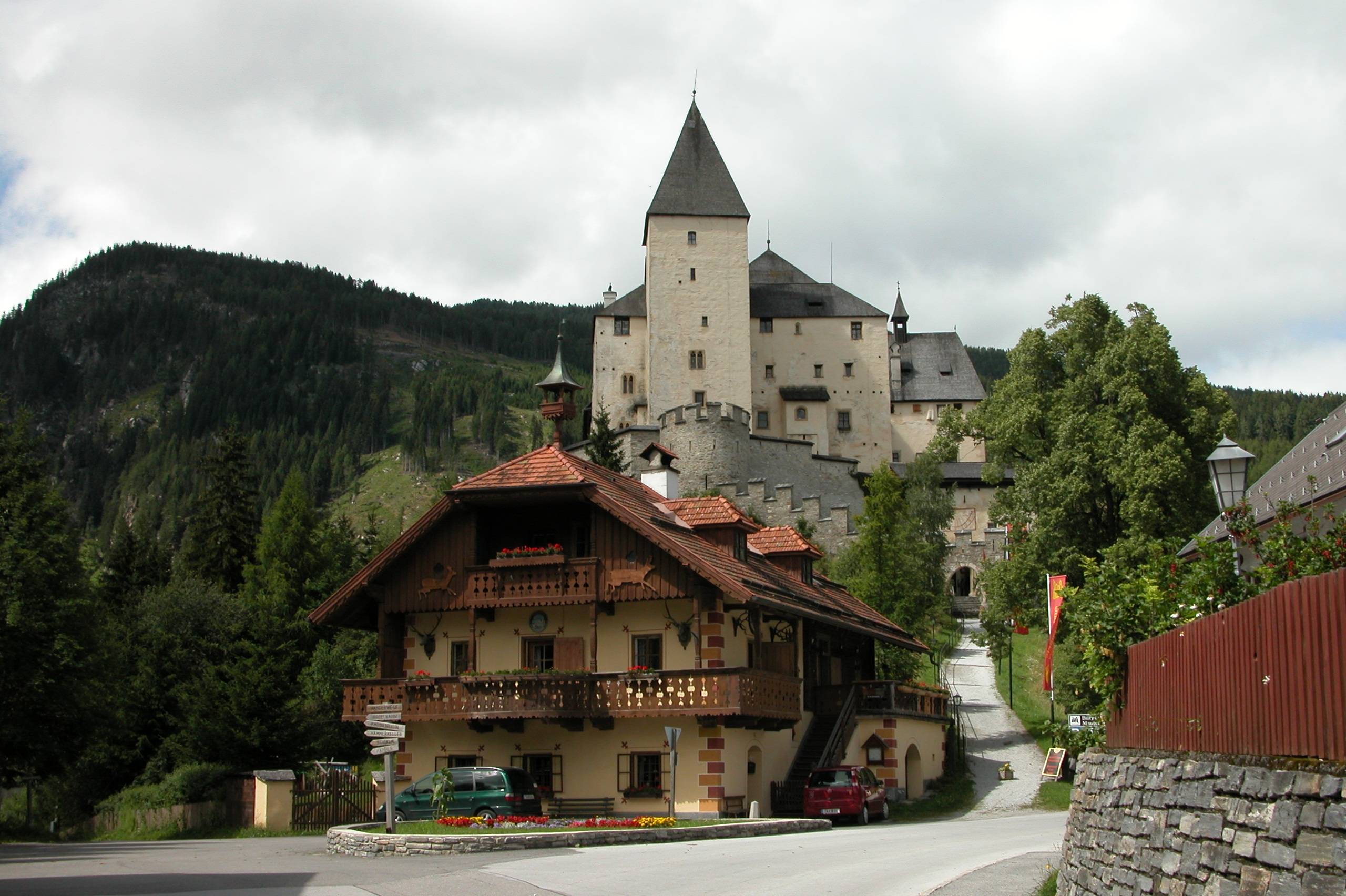
Außenansicht

Schon 326 nach Christus soll an der Stelle, an der sich die heutige Höhenburg befindet, ein Kastell bestanden haben, das die einst vorüberführende Römerstraße schützte. Dieses Kastell, das während der Völkerwanderung zerstört worden sei, soll auch Amtssitz des römischen Provinzverwalters gewesen sein.
Wie sich aus einer Schenkungsurkunde des Kaisers Heinrich II. aus dem Jahre 1002 ergibt, wurde in der Folge an dieser Stelle eine „Anlage zur Mauteinhebung“ errichtet. Erstmals urkundlich erwähnt wurde die Burg erst 1253, in dem Jahr, in dem der Bergfried der Burg errichtet wurde. Seither sicherte sie den auf einer alten Römerstraße erneuerten wichtigen Übergang über den Radstädter Tauern. Im 15. Jahrhundert wurde die Burganlage von Erzbischof Leonhard von Keutschach und Dompropst Burkhard von Weißpriach erweitert. Sie diente dem Domkapitel als Administrationszentrum. 1806 ging sie in Staatseigentum über.
Im Jahr 1894 erwarb Hermann Epenstein, ein Militärarzt aus Berlin, die Burg und rettete sie vor dem Verfall. In Würdigung des Wiederaufbaus von Burg Mauterndorf erhob ihn Kaiser Franz Joseph I. am 8. August 1910 in den Ritterstand.
Epensteins Vater war ein konvertierter Katholik jüdischer Abstammung. Sein Patenkind war der spätere NS-Verbrecher Hermann Göring, weshalb dieser und dessen elterliche Familie oft in Mauterndorf zu Gast waren, Hermanns Bruder Albert Göring wuchs in der Burg praktisch auf. Epensteins Witwe übertrug 1934 Hermann Göring die Burg. Die Übertragung führte im 20. Jahrhundert noch zu Rechtsproblemen, da Göring die erforderliche Eintragung im Grundbuch nie vornehmen ließ. Ende April 1945 wollte Hermann Göring noch auf die Burg fliehen, aus Angst vor einem Vordringen der Roten Armee entschied er sich jedoch für Schloss Fischhorn. Das Kriegsende verhinderte zwar eine Übergabe, doch mussten die Verwandten Görings die Burg 1966 nach einem langen Rechtsstreit der Republik Österreich übertragen. Seit 1968 gehört Mauterndorf dem Land Salzburg.
In der Burg befindet sich das Lungauer Landschaftsmuseum, das der 1997 tragisch ums Leben gekommene Direktor Wernfried Gappmayer gründete, und ein Gastronomiebetrieb. Zudem wurden etliche Räumlichkeiten zu einer „Erlebnisburg“ umgebaut, in der man unter dem Motto „Lust aufs Mittelalter“ das tägliche Leben dieser Zeit nachahmt. Regelmäßig finden in der Burg Mauterndorf auch wissenschaftliche Tagungen von internationalem Rang statt.
Das Lungauer Landschaftsmuseum wurde im Mai 2007 neu eröffnet: Über mehrere Jahre hinweg war es in mehreren Bauetappen, unter der Leitung der Kustodin Helga Gappmayer und unter Berücksichtigung des Mottos „Tradition im neuen Gewand“, neu gestaltet worden.
2013 wurde eine Sonnenterrasse für den Gastronomie-Betrieb angelegt, da der Gastgarten im Innenhof der Burg häufig so kühl ist, dass er nicht sinnvoll betrieben werden kann.

## Drehort
2008 war die Burg Filmkulisse für den Märchenfilm Dornröschen der deutsch-österreichischen Filmreihe Märchenperlen des ZDF.

## Sonstiges
Die Burg ziert die Rückseite des österr. 50-Schilling-Geldscheins aus der Serie 1956.